# Hôn nhân cùng giới ở Veracruz
Hôn nhân cùng giới hợp pháp tại bang Veracruz của Mexico từ 14 tháng 6 năm 2022. Vào ngày 28 tháng 5 năm 2020, Đại hội Veracruz đã thông qua luật chung sống trung lập về giới cho phép các cặp vợ chồng sống chung, bất kể xu hướng tính dục và tình dục, tất cả các quyền và nghĩa vụ của hôn nhân bao gồm cả việc nhận con nuôi. Nghị viện Veracruz đã thông qua đạo luật hợp pháp hóa hôn nhân cùng giới vào ngày 2 tháng 6, 2022.